# イルジー・タンチブデク
イジー(イルジー)・タンチブデク（Jiří Tancibudek AM, 1921年 3月5日 - 2004年 5月1日）は、チェコ出身のオーストラリアのオーボエ奏者。なお、ファーストネームは「ジリ」「イルジ」などと表記されることもある。

## 生涯
ムニホヴォ・フラジシチェの生まれ。プラハ音楽院でヤン・ミケシュに学んだあと、1944年にプラハ国立歌劇場のオーボエ奏者として就職。翌年にはチェコ・フィルハーモニー管弦楽団とチェコ室内管弦楽団の首席オーボエ奏者になった。
1947年には、レオン・グーセンスのマスター・クラスに参加している。しかし、この頃から裕福な出自を睨まれて共産党政権との間に越えがたい溝を感じるようになった。
1950年に危険を冒して西ドイツに脱出、バイエルン州などでの仕事を経由してオーストラリアに亡命し、1953年にヴィクトリア交響楽団の首席オーボエ奏者になった。この際、ジョン・バルビローリとユージン・グーセンス（レオンの兄）が推薦者となった。1964年からアデレードに住み、1986年までエルダー音楽院とアデレード大学で後進の指導にあたった。この間、ボフスラフ・マルチヌーにオーボエ協奏曲を委嘱、初演している。
1989年にオーストラリア勲章を贈られている。
亡命以来チェコに足を踏み入れることは出来なかったが、ビロード革命の後、当時のヴァーツラフ・ハヴェル大統領から入国招待状を受け、以降2か国を自由に往復する幸福な晩年を送った。
1991年と1995年には、ソニー音楽財団の東京国際オーボエ・コンクール（現・オーボエコンクール・軽井沢）の審査員として来日、日本の雑誌に半生記を披露している。
アデレードからヨーロッパに行く途上の飛行機の中で死去した。孫娘で当時ウィーン・フィルハーモニー管弦楽団のハープ奏者だったサラ・クリストの結婚式に赴く途中だった。

## 関連記事
- 「イルジ・タンチブデク～チェコ…我が祖国」（成澤良一・筆）、『パイパーズ』（杉原書店）第126号（1992年）